# Conseil de la région d'Armidale
Le conseil de la région d'Armidale (en anglais : Armidale Regional Council) est une zone d'administration locale située dans l'État de Nouvelle-Galles du Sud en Australie, dont le siège est Armidale.

## Géographie
La zone s'étend sur 8 621 km2 dans la région de la Nouvelle-Angleterre au nord-est de la Nouvelle-Galles du Sud. Elle comprend les villes d'Armidale et de Guyra ainsi que des localités de Ben Lomond, Black Mountain, Dangarsleigh, Ebor, Hillgrove, Kellys Plains, Llangothlin et Wollomombi.

## Histoire
Le conseil est créé le 12 mai 2016 par la fusion du conseil d'Armidale Dumaresq et du comté de Guyra. Ian Tiley est nommé administrateur provisoire en attendant les premières élections.
Le 1er juillet 2019, la localité de Tingha est rattachée au comté d'Inverell.

## Démographie
| 2016   | 2021   |
| ------ | ------ |
| 29 449 | 29 124 |

## Politique et administration

### Administration locale
Le conseil comprend onze membres élus au scrutin proportionnel pour un mandat de quatre ans, qui à leur tour élisent le maire et son adjoint pour deux ans. À la suite des élections du 4 décembre 2021, le conseil est formé de huit indépendants, deux travaillistes et un vert. Le même jour, un référendum est organisé portant sur la réduction du nombre de conseillers de onze à neuf. Les électeurs se prononcent à 69 % pour cette modification qui entre en vigueur lors des élections du 14 septembre 2024.

### Liste des maires
| Période         | Période        | Identité      | Étiquette   | Qualité        |
| --------------- | -------------- | ------------- | ----------- | -------------- |
| mai 2016        | septembre 2017 | Ian Tiley     |             | Administrateur |
| septembre 2017  | janvier 2022   | Simon Murray  | Indépendant |                |
| 12 janvier 2022 | en fonction    | Sam Coupland, | Indépendant |                |

### Circonscriptions électorales
La zone est rattachée à la circonscription de New England pour les élections fédérales et à celle de Northern Tablelands pour les élections à l'Assemblée législative de Nouvelle-Galles du Sud.